# Charles A. Halbert Public Library
Charles A. Halbert Public Library ist die Nationalbibliothek von St. Kitts und Nevis.

## Geschichte
Seit dem frühen 19. Jahrhundert gab es private Buchclubs in St. Kitts und Nevis. 1890 richtete der damalige Gouverneur William Haynes-Smith eine öffentliche Bibliothek ein. Buchlager wurden in Cayon, Lodge, Molineux, Verchilds, Saddlers, Dieppe Bay und Sandy Point Town eingerichtet. 1894 erhielt die Bibliothek ihr eigenes Gebäude am East Independence Square. 1982 zerstörte ein Feuer das gesamte Gebäude. Daraufhin war die Bibliothek von 1985 bis 1997 in Shirley House, Mitchell Street untergebracht. Seit 1997 befinden sich die Bibliotheksräume in der Cunningham Street.
Die Bibliothek ist benannt nach dem Philanthropen Charles Ashton Halbert.